# Taplinia saxatilis
Taplinia saxatilis là một loài thực vật có hoa trong họ Cúc. Loài này được Lander miêu tả khoa học đầu tiên năm 1989.